# 瓦迪省
瓦迪省（阿拉伯語：ولاية الواد）是阿尔及利亚东部撒哈拉地区的一个省，首府瓦迪。該省名稱也來自瓦迪。該省位於阿尔及利亚东北部的撒哈拉沙漠。該省的南半部大部分無人居住。